# Hildur Antonsdóttir
Hildur Antonsdóttir (* 18. September 1995) ist eine isländische Fußballspielerin, die seit 2024 für Madrid CFF spielt.  Zuvor spielte sie sechs Jahre für Valur Reykjavík und acht Jahre mit einer kurzen Unterbrechung für Breiðablik Kópavogur. 2020 wurde sie erstmals in der isländischen Fußballnationalmannschaft der Frauen eingesetzt.

## Karriere

### Im Verein
Hildur startete ihre Karriere bei Valur Reykjavík. Am 24. Mai 2011 spielte sie vier Monate vor ihrem 16. Geburtstag erstmals in einem Erstligaspiel für Valur und spielte sofort für 90 Minuten.  Sie kam in der Saison auf insgesamt 13 Ligaspiele und wurde Pokalsiegerin. Als Meister von 2012 war Valur für das Sechzehntelfinale der  UEFA Women’s Champions League 2011/12 qualifiziert. Sie kam in den beiden Spielen gegen Glasgow City FC zum Einsatz. Nach einem 1:1 in Glasgow verloren sie aber das Heimspiel mit 0:3. In der Saison 2012 hatte sie zwei Einsätze mehr als ein Jahr zuvor. 2013 kam sie auf die maximal mögliche Zahl von 18 Ligaspielen und erzielte ihre ersten Ligatore. In den nächsten Jahren nahm die Zahl ihrer Einsätze dann wieder leicht ab. In der Saison 2016 wechselte sie nach sieben Spielen zum Rekordmeister Breiðablik Kópavogur, wo sie weitere sieben Spiele bestritt und zum zweiten Mal Pokalsiegerin wurde. Als Meister von 2015 nahm Breiðablik an der Qualifikation zur UEFA Women’s Champions League 2016/17 teil. Mit zwei Siegen und einem Remis beim Turnier in Wales erreichten sie das Sechzehntelfinale. Hier schieden sie durch ein einziges Tor gegen den FC Rosengård aus. Hildur wurde in den fünf Spielen eingesetzt, dabei aber zweimal aus- und einmal eingewechselt. 2018 wurde sie nach zwei Kurzeinsätzen in den ersten beiden Ligaspielen an die Spielgemeinschaft HK Kópavogur/Víkingur Reykjavik ausgeliehen, kehrte aber nach acht Spielen zu Breiðablik zurück, wo sie die letzten acht Ligaspiele mitmachte und ihre erste Meisterschaft und erneut den Pokal gewann. In der UEFA Women’s Champions League 2019/20 kam sie auch in allen sieben Spielen zum Einsatz, schied mit ihrer Mannschaft aber im Achtelfinale nach zwei deutlichen Niederlagen gegen Paris Saint-Germain aus. Immerhin gelangen ihr in der Qualifikation gegen ŽFK Dragon 2014 ihre ersten beiden CL-Tore. 2020 konnte erneut die Meisterschaft gewonnen werden, sie kam aber nur in den ersten beiden Ligaspielen zum Einsatz.  Die Qualifikation zur UEFA Women’s Champions League 2021/22 überstand Breiðablik mit Siegen gegen KÍ Klaksvík (7:0), FC Gintra (8:1) sowie einem 1:1 und 3:0 gegen ŽNK Osijek und erreichte damit die erstmals ausgetragene Gruppenphase, in der allerdings nur beim torlosen Remis gegen Schytlobud-1 Charkiw ein Punkt geholt wurde. Hildur kam in allen zehn Spielen zum Einsatz und erzielte in den ersten beiden Qualifikationsspielen jeweils ein Tor.
Im Juli 2022 wechselte sie für zwei Spielzeiten zu Fortuna Sittard. Der Verein wurde zur Saison 2022/23 in die Eredivisie der Frauen aufgenommen.
Im Sommer 2024 wechselte sie nach Spanien zum Madrid CFF.

### Für die Nationalmannschaft
Hildur durchlief ab 2010 die isländischen Juniorinnenmannschaften. Nach fünf Spielen mit der U-16, in denen ihr ein Tor gelang, kam sie im September 2010 in der ersten  Qualifikationsrunde zur U-17-Fußball-Europameisterschaft der Frauen 2011 zum Einsatz. Beim Turnier in Bulgarien starteten sie mit einem 14:0-Rekordsieg gegen Litauen. Nach einem 10:0 gegen die Gastgeberinnen und einem 5:1 gegen Italien, waren sie als Gruppensiegerinnen für die zweite Runde qualifiziert. In der zweiten Runde im April 2011 setzten sie sich mit drei Siegen gegen Polen, England und Schweden durch, wobei sie nur gegen Polen und England zum Einsatz kam. Bei der Endrunde im Juli in Nyon verloren sie im Halbfinale mit 0:4 gegen den späteren Europameister Spanien und dann auch das Spiel um Platz 3 gegen Rekordeuropameister Deutschland mit 2:8.
Bereits Ende März/Anfang April 2011 hatte sie mit der U-19 beim Qualifikationsturnier der zweiten Qualifikationsrunde zur U-19-Fußball-Europameisterschaft der Frauen 2011 in Wales teilgenommen, war aber mit einem Sieg gegen die Gastgeberinnen sowie Niederlagen gegen die Türkei und Rekordmeister Deutschland ausgeschieden. Zwei Monate nach der U-17-Endrunde nahm sie mit der U-19 einen neuen Anlauf, wobei sie diesmal Heimrecht hatten und dies auch nutzen konnten. Mit drei Siegen gegen Slowenien, Kasachstan (mit ihrem ersten U-19-Tor) und Wales erreichten sie die zweite Runde. Diese fand Ende März/Anfang April 2012 ohne sie statt und die Isländerinnen schieden als Gruppenletzte aus. Sie wurde dann wieder in der ersten Qualifikationsrunde zur U-19-Fußball-Europameisterschaft der Frauen 2013  eingesetzt. Beim Turnier in Dänemark wurde sie beim Auftaktsieg gegen die Slowakei und der abschließenden Niederlage gegen die Gastgeberinnen eingesetzt. Da ihre Mitspielerinnen das zweite Spiel gegen die Republik Moldau gewonnen hatten, erreichten sie als Gruppenzweite die zweite Runde.  Beim Turnier im April 2013 in Portugal hatten sie nach einem Remis gegen Nordirland und einer Niederlage gegen Finnland keine Chance mehr sich für die Endrunde zu qualifizieren, konnten dann aber immerhin noch gegen die Gastgeberinnen gewinnen und Gruppenzweite werden. Im  September 2013 unternahm sie dann den vierten Anlauf und konnte sich bei einem Turnier in Bulgarien mit Siegen gegen die Gastgeberinnen und die Slowakei trotz einer Niederlage gegen Frankreich für die zweite Runde qualifizieren. Diese endete aber nach Niederlagen gegen Schottland und Russland nur mit einem Punktgewinn gegen die gastgebenden Kroatinnen auf dem letzten Platz. Damit endete zunächst ihre Zeit in den U-Mannschaften, im Januar 2015 kam sie dann aber noch zu einem Einsatz in der U-23-Mannschaft gegen Polen.
Im März 2020 wurde sie dann bei zwei Spielen des Pinatar Cups erstmals in der A-Nationalmannschaft  eingesetzt, wobei sie jeweils nur kurz vor dem Spielende eingewechselt wurde. Im April und Juli 2023 hatte sie drei Kurzeinsätze in Freundschaftsspielen. 
Da erstmals das Abschneiden bei der WM für die europäischen Teams nicht entscheidend für die Qualifikation zu den Olympischen Spielen 2024 war, hatten die Isländerinnen, die sich nicht für die WM qualifiziert hatten, noch die Chance sich über die UEFA Women’s Nations League 2023/24 für die Spiele in Paris zu qualifizieren. Die Isländerinnen konnten aber nur die beiden Spiele gegen Wales und das letzte Spiel gegen Dänemark gewinnen, verloren aber beide Spiele gegen Deutschland und das Heimspiel gegen Dänemark. Damit verpassten sie als Gruppendritte nicht nur das Final Four Turnier, bei dem um zwei Olympiatickets gespielt wurde, sondern mussten auch in die Relegation. Hier setzten sie sich aber mit 1:1 und 2:1 gegen Serbien durch, so dass sie in Liga A bleiben. Hildur kam in fünf Gruppen-Spielen und beiden Play-off-Spielen zum Einsatz und erzielte beim 2:1-Sieg gegen Wales das erste Tor.
In der für die Isländerinnen erfolgreich verlaufenen Qualifikation für die EM 2025 wurde sie in allen sechs Spielen eingesetzt und erzielte beim 2:1-Sieg gegen Österreich den Siegtreffer.
Am 13. Juni 2025 wurde sie für die EM-Endrunde 2025 nominiert. Im ersten Spiel der EM gegen Finnland erhielt sie innerhalb von sechs Minuten zweimal die Gelbe Karte und damit die Gelb-Rote Karte, wodurch sie für das zweite Gruppenspiel gesperrt war. Sie kam dann im letzten Gruppenspiel ihrer Mannschaft wieder zum Einsatz, das wie die beiden vorherigen verloren wurde, wodurch die Isländerinnen als Gruppenletzte ausschieden.

## Erfolge
- Isländische Pokalsiegerin 2011 (mit Valur), 2016, 2018 und 2021 (mit Breiðablik)
- Isländische Meisterin 2018, 2020 (mit Breiðablik)
- Isländische Super-Pokalsiegerin 2017, 2019 (mit Breiðablik)